# 30096 Glindadavidson
30096 Glindadavidson este o planetă minoră (asteroid) din centura de asteroizi. A fost descoperită pe 4 martie 2000 la Catalina Station⁠(d) de Catalina Sky Survey. 
Obiectul prezintă o orbită caracterizată de o semiaxă mare de 2,4618855 UAi, o excentricitate de 0,16, o înclinație de 2,61465 ° în raport cu ecliptica.